# Fairy (Automobilhersteller)
Fairy war ein britischer Hersteller von Automobilen.

## Unternehmensgeschichte
Das Unternehmen aus London begann 1907 mit der Produktion von Automobilen. Der Markenname lautete Fairy. Im gleichen Jahr endete die Produktion.

## Fahrzeuge
Das einzige Modell war der Tricar 6/8 HP. Dies war ein Dreirad. Ein Zweizylinder-Boxermotor trieb das Fahrzeug an.